# 尚桑格拉尔
尚桑格拉尔（法語：Champsanglard，法語發音：[ʃɑ̃sɑ̃ɡlaʁ]）是法国克勒兹省的一个市镇，位于该省北部，属于盖雷区。

## 地理
尚桑格拉尔（46°16'28"N, 1°52'52"E）面积13.64 平方千米，位于法国新阿基坦大区克勒兹省，该省份为法国中部省份，位于法國中央高原西北部，北起安德尔省和谢尔省，西接维埃纳省，南至科雷兹省，东临多姆山省，东北与阿列省接壤。
与尚桑格拉尔接壤的市镇（或旧市镇、城区）包括：昂泽姆、博纳、勒布尔当、茹亚。

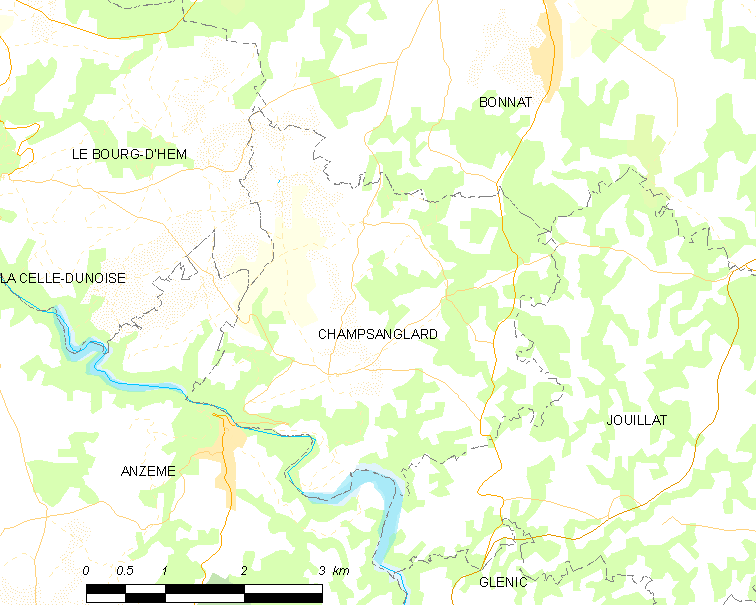
尚桑格拉尔的OSM定位图

尚桑格拉尔的时区为UTC+01:00、UTC+02:00（夏令时）。

## 行政
尚桑格拉尔的邮政编码为23220，INSEE市镇编码为23049。

## 政治
尚桑格拉尔所属的省级选区为博纳县。

## 人口

1962-2008年间尚桑格拉尔人口变化图示

尚桑格拉尔于2022年1月1日时的人口数量为255人。